# Sonny Callahan
Sonny Callahan, właśc. Herbert Leon Callahan (ur. 11 września 1932, zm. 24 czerwca 2021) – amerykański polityk, członek Partii Republikańskiej. W latach 1985–2003 był przedstawicielem pierwszego okręgu wyborczego w stanie Alabama w Izbie Reprezentantów Stanów Zjednoczonych.